# Luther Blissett
Luther Blissett és un pseudònim col·lectiu emprat, des de 1994, per un grup indeterminat d'artistes, activistes i "performers" europeus i nord-americans. Han estat ideològicament etiquetats com a marxistes autònoms i altermundistes. Tanmateix, són difícils de classificar, ja que també se'ls considera post-situacionistes i llibertaris. El moviment està relacionat amb el sabotatge informatiu i amb l'anomenat "escamot de la comunicació"; segueix la perspectiva crítica de l'anàlisi dels mitjans de comunicació de masses.
El nom té un origen encara envoltat de misteri; segons sembla, es correspon amb el nom d'un futbolista jamaicà que va ser davanter-centre del Milà. Aquest jugador va patir el menyspreu de l'afició per la seua suposada manca d'ànim i eficàcia en el terreny de joc.
El moment àlgid del Luther Blissett va ser el període situat entre l'any 1994 i el 1999, al context del "Luther Blissett Project", quan la identitat múltiple ja podia enregistrar-se per tota la xarxa, tant a Europa com als EUA. El Luther Blissett Project (també conegut per les seues sigles LBP) consistia en una xarxa més organitzada dins la mateixa comunitat Luther Blissett, tot presentant-se com "l'únic comitè central, l'únic propòsit del qual és perdre el control del partit". A finals d'aquest període va tindre lloc l'aparició més coneguda de Luther Blissett amb la publicació de la novel·la anònima i col·lectiva Q, publicada al març de 1999 per l'editorial Einaudi, i traduïda a castellà, anglès, alemany, holandès, francès, portuguès del Brasil, danès i grec. La novel·la narra, per mitjà d'una complexa trama històrica, fets relacionats amb el sorgiment de l'anabaptisme, el luteranisme, la guerra dels camperols alemanys de 1524-1525, i el desenvolupament del frau bancari a gran escala. Els seus autors (els noms reals dels quals són Federico Guglielmi, Giovanni Cattabriga, Luca Di Meo i Roberto Bui) afirmaren en una ocasió, entrevistats pel periòdic La Repubblica: 
"Els nostres noms no tenen importància, i encara menys les nostres històries personals. Som l'equip que ha escrit "Q", però en total som menys del 0,04% del Luther Blissett Project".
La primera referència a LBP es produeix el 7 de novembre de 1994 a Usenet, amb un fals informe sobre les accions i usos del nom múltiple en diversos països; malgrat la seua redacció en un anglès una mica precari, està signat per un tal "Luther Blissett" de la Universitat de Missouri-Columbia.
A Itàlia, l'LBP es convertí en un fenomen molt reconegut i difós, fins al punt d'esdevindre una llegenda, una espècie d'heroi popular. Allà, aquest "Robin Hood" de l'era de la informació - a més d'una crítica radical als conceptes de dret d'autor i de propietat intel·lectual - lliurà una autèntica guerra d'escamots en la indústria cultural, portà a terme campanyes de solidaritat no ortodoxes a favor de víctimes de censura i repressió, però principalment, realitzà nombroses burles als mitjans massius de comunicació de forma artística. En tots els casos, sempre van reclamar la responsabilitat sobre les accions tot descrivint els errors que aprofitaren per realitzar-les.
El Luther Blissett Project estigué actiu també en altres països europeus, especialment a Espanya i a Alemanya. Al desembre de 1999 finalitzà el que ells havien batetjat com a Pla Quinquennal del Luther Blissett Project: aleshores, els veterans del projecte es "suïcidaren" (simbòlicament) de manera col·lectiva, per mitjà d'un ritual japonés anomenat Seppuku. És aleshores quan naix un nou personatge: es tracta de Wu Ming (que significa "anònim" en xinés mandarí) i, amb ell, la Wu Ming Foundation, una empresa de serveix narratius que ha publicat, entre d'altres, les novel·les "54" i "Manituana", sota llicència copy-left. És notable que moltes llibreries on-line continuen atribuint l'obra a "un autor xinés nascut el 1968".
Tanmateix, la fi del Luther Blissett Project no va implicar la fi del pseudònim "Luther Blissett", que encara avui dia ressorgeix contínuament al debat cultural i segueix sent una signatura freqüent al web.

### A Internet
- Lloc del "Luther Blissett Project"
- Lloc dels autors de "Q"

## Obres traduïdes al català
- "Mind Invaders. Com fotre els mitjans: manual de guerrilla i sabotatge cultural", El Tangram, Barcelona 2010.

## Obres traduïdes al castellà
- Esta revolución no tiene rostro (col·lecció de relats, articles i diversos escrits), Acuarela, Madrid, 2002
- Q, Mondadori, Barcelona, 2000